# Connie Ray
Constance 'Connie' Ray (Chapel Hill (North Carolina), 10 juli 1956) is een Amerikaanse actrice en toneelschrijfster.

## Biografie
Ray heeft acteren gestudeerd aan de East Carolina University in Greenville (North Carolina) en haalde hierna haar master of fine arts aan de Ohio University in Athens (Ohio).

## Filmografie

### Films
- 2020 American Reject - als Bonnie
- 2020 Worth - als June Schultz
- 2019 Kim Possible - als Nana Possible
- 2007 Welcome to Paradise – als Patsy Nellis
- 2006 Flags of Our Fathers – als mrs. Sousley
- 2006 Flourish – als Wendy Covner
- 2005 Thank You for Smoking – als Pearl
- 2005 Ice Princess – als moeder van Nikki
- 2004 Bobby Jones: Stroke of Genius – als Clara Jones
- 2003 How to Deal – als Marion Smith
- 2002 About Schmidt – als Vicki Rusk
- 2002 The Time Machine – als lerares
- 2000 Lost Souls – als moeder
- 1999 Stuart Little – als tante Tina Little
- 1999 Idle Hands – als moeder Tobias
- 1998 Hope Floats – als Bobbi-Claire
- 1997 Speed 2: Cruise Control – als Fran Fisher
- 1996 My Fellow Americans – als Genny
- 1996 Space Jam – als vriendin van eigenaar
- 1996 A Very Brady Sequel – als medewerkster vliegveld
- 1995 Never Say Never: The Deidre Hall Story – als Shane

### Televisieseries
Uitgezonderd eenmalige gastrollen.
- 2020 Search Party - als Opal Ann Tupper - 2 afl.
- 2014-2015 Grey's Anatomy - als Karen Kepner - 2 afl.
- 2011-2013 The Big C – als schoolhoofd Connie Schuler – 4 afl.
- 2008 Worst Week – als Sheila – 2 afl.
- 2005-2006 Still Standing – als Joy – 2 afl.
- 2002 Providence – als Hazel – 3 afl.
- 1993 Almost Home – als Millicent Torkelson – 13 afl.
- 1991-1992 The Torkelsons – als Millicent Torkelson – 20 afl.

## Theaterwerk opBroadway
- 2013 Hands on a Hardbody – musical – als Cindy Barnes
- 2010 Next Fall – toneelstuk – als Arlene

## Toneelschrijfster
- Smoke on the Mountain
- Sander's Family Christmas
- Smoke on the Mountain Homecomming

- International Standard Name Identifier: 0000 0000 4159 8388
- Library of Congress Control Number: no2004017297
- Nederlandse Thesaurus van Auteursnamen: 311489532
- Virtual International Authority File: 56269677
- WorldCat: E39PBJqFPVcdBrTtygP4PkGyh3